# DORIS (sistema di posizionamento)

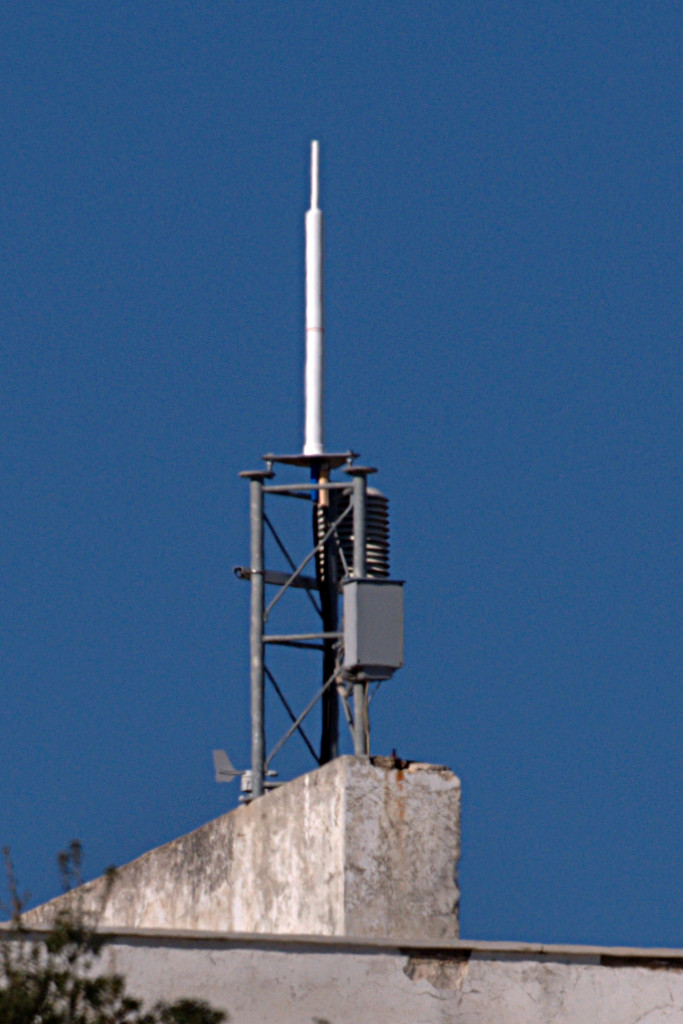
Un radiofaro UHF del sistema DORIS a Dionysos (Grecia).

DORIS, acronimo di “Determinazione dell'Orbita e Radioposizionamento Integrato via Satellite”, è un sistema satellitare francese usato per la determinazione delle orbite dei satelliti e per il posizionamento.

## Funzionamento
I radiofari a terra emettono un segnale, che viene captato dai satelliti. Il sistema quindi funziona in maniera opposta rispetto agli altri sistemi di navigazione, nei quali i trasmettitori si trovano a bordo di satelliti e i ricevitori a terra (o a bassa quota). Si ha uno spostamento della frequenza del segnale a causa dello spostamento del satellite (effetto Doppler). Dall'osservazione di tale spostamento si possono determinare diversi parametri, tra cui le orbite dei satelliti.

## Gestione
Il sistema DORIS è gestito dal Centre national d'études spatiales francese nella sede di Tolosa.

## Segmento di terra
Il segmento di terra è composto da circa 50-60 stazioni distribuite uniformemente sulla superficie terrestre, che assicurano un'ottima copertura per la determinazione dell'orbita. Per l'installazione di un radiofaro è richiesta solo l'alimentazione elettrica, poiché esso si limita ad emettere un segnale, senza riceverne alcuno. I radiofari DORIS trasmettono su due frequenze UHF: 401,25 MHz e 2036,25 MHz.

## Satelliti

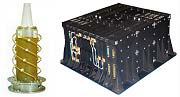
L’antenna e il ricevitore DORIS installati sul satellite Jason 2.

Tra i satelliti più noti che sono equipaggiati con i ricevitori DORIS ci sono TOPEX/Poseidon, Jason 1 e Jason 2, satelliti utilizzati per studi oceanografici che, grazie al sistema DORIS, possono determinare la loro orbita con un'accuratezza di 2 cm.
Altri satelliti dotati del sistema DORIS sono Envisat, CryoSat-2, HY-2A e la serie SPOT.

## Posizionamento
Oltre che per la determinazione dell'orbita, il sistema DORIS può anche essere utilizzato per il posizionamento. La sua accuratezza è leggermente inferiore a quella del GPS, ma viene comunque usato per determinare la Griglia Internazionale di Riferimento Terrestre (ITRF).